# Luscan

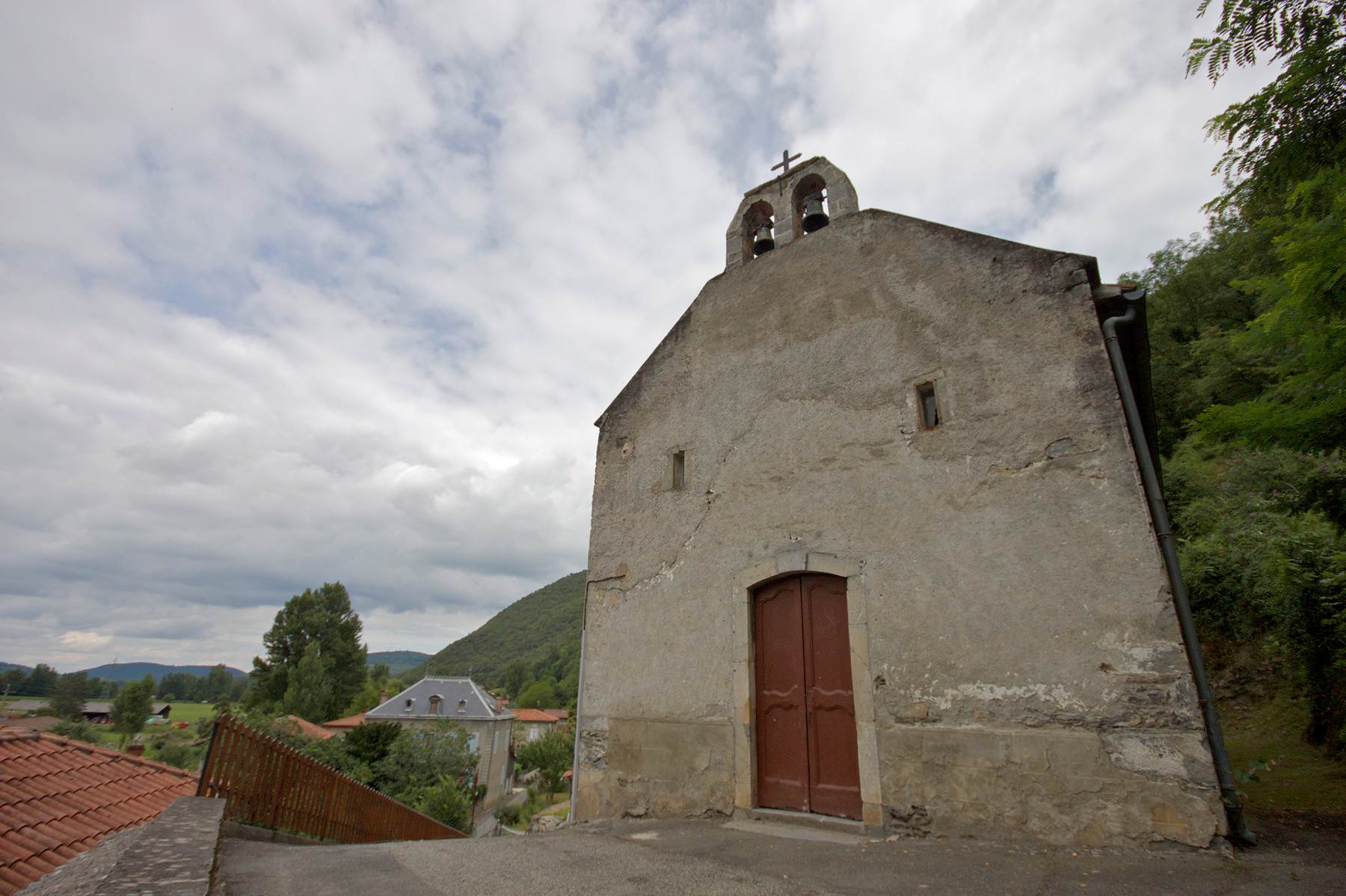
Katolska kyrka Saint-Martin, 2010.

Luscan är en kommun i departementet Haute-Garonne i regionen Occitanien i södra Frankrike. Kommunen ligger i kantonen Barbazan som tillhör arrondissementet Saint-Gaudens. År 2022 hade Luscan 45 invånare.

## Befolkningsutveckling
Antalet invånare i kommunen Luscan
Referens:INSEE